# Кронин, Шон (регбист)
Шон Кронин (англ. Sean Cronin, родился 6 мая 1986 года в Лимерике) — ирландский регбист, хукер (отыгрывающий). Брат Нила Кронина, игрока «Манстера».

## Биография
Окончил школу Ardscoil Rís города Лимерик, учился в Лимерикском университете и Гриффитском колледже Дублина. Выступал за регбийные клубы «Шеннон» во Всеирландской лиге и «Манстер» на заре своей карьеры. Ранее также занимался гэльским футболом, играл за сборную Лимерика в 2004 году, в составе клуба «Моналин» в 2005 году выиграл первенство Лимерика. В «Коннахт» пришёл летом 2008 года благодаря двум играм в Кельтской лиге за «Манстер», которые произвели впечатление на руководство клуба. В январе 2011 года перешёл в «Ленстер», заключив первый контракт на два года. Обладатель Кубка Хейнекен сезона 2011/2012, обладатель Кубка европейских чемпионов сезона 2017/2018.
Кронин выступал за разные сборные Ирландии: сборную школьников Ирландии, сборные до 19 и до 21 года, вторую сборную под международным названием «Айрленд Вулфхаундз» и основную сборную. 21 ноября 2009 года дебютировал в тест-матче против Фиджи в Дублине, выйдя на замену вместо Джерри Фланнери на 72-й минуте. 13 марта 2010 года провёл свой второй матч в рамках Кубка шести наций, выйдя в игре против Уэльса на 79-й минуте вместо Рори Беста. 12 июня 2010 года в рамках турне по Южному полушарию вышел в стартовом составе матча против Новой Зеландии в Нью-Плимуте вместо Джона Фогарти на 77-й минуте (поражение 28:66). Через две недели в Брисбене провёл 70 минут на поле в матче против Австралии (поражение 15:22).
Кронин также принял участие в Кубке шести наций 2011, был в заявке сборной на чемпионаты мира 2011 (матчи против России и Италии) и 2015 годов. 8 марта 2014 года в рамках Кубка шести наций набрал первые очки в игре за сборную, занеся попытку Италии (победа 46:7). 10 марта 2018 года в матче против Шотландии именно его попытка обеспечила Ирландии победу со счётом 28:8 и выигрыш Кубка шести наций.